# Războiul sexelor (serial)
Războiul sexelor este un sitcom românesc difuzat pe Acasă TV în anul 2007. Serialul este o comedie romantică avându-i în rolurile principale pe Diana Dumitrescu și Alexandru Papadopol. Creație marca Ruxandra Ion, Războiul Sexelor este povestea fraților vitregi, fără nicio legătură de sânge, Ema (Diana Dumitrescu) și Alex (Alexandru Papadopol).

## Distribuția
- Diana Dumitrescu - Ema Sturdza, protagonistă
- Alexandru Papadopol - Alexandru Burlac, protagonist
- Alexandru Arșinel - Aurel Dumbravă, co-protagonist
- Stela Popescu - Tincuța Dumbravă, co-protagonistă
- Pavel Bartoș - Filip Theodorescu
- Ioana Scărlătescu - Daniela Burlac
- Sabina Brîndușe - Cleopatra Bujoreanu
- Ruxandra Enescu - Ilinca Neagu
- Alexandru Avădanei - Victor Zamfirescu
- Oliver Toderiță - Dinu Nedelcu
- Alina Grigore - Simona Penciu
- Tora Vasilescu - Margot Sturdza
- Marian Râlea - Toma Burlac
- Manuela Ciucur - Violeta Matei-Burlacu
- Valentin Uritescu - tatăl lui Horia
- Adrian Tapciuc - Jiji
- Adela Popescu - Patricia Voinescu
- Cătălin Cățoiu - Cezar Voinescu
- Costina Cheyrouze - Laura Avramescu
- Kamara - Horia
- Augustin Viziru - Bebe, antagonist
- Mihai Dinvale - Mitu
- Veronica Gheorghe - Mioara Avram, rol secundar

## Coloana sonoră
- Melodia de pe coloana sonoră a serialului se numește „Războiul sexelor” și este cântată de Adela Popescu împreună cu Dragoș Stănescu. A fost compusă de Aura Enache, adaptare din Can’t Take My Eyes Off You.